# Nackte liegende Frau
Die Nackte liegende Frau ist ein Gemälde von Ernst Ludwig Kirchner aus dem Jahr 1931. Es befindet sich im Kirchner Museum Davos, wo es Teil der Ausstellung „Alles Kirchner! Das Museum als Wunderkammer“ war, die vom 5. Juni bis 6. November 2016 gezeigt wurde. Das Werk ist eine Schenkung aus dem Nachlass von Ernst Ludwig Kirchner aus dem Jahr 1990.

## Beschreibung
Gezeigt wird eine nackte Frau, die ihren Arm über ihren Kopf gelegt hat. Der Kopf ist leicht schräg gehalten, sodass ihre linke Hand ihr rechtes Ohr berührt. Da im Bildtitel steht, dass sie liegt, ist anzunehmen, dass eine liegende Pose gemalt wurde. Doch ist die Matratze senkrecht dargestellt, sodass es sich ebenso um einen Spiegel handeln könnte. Die Frau ist nicht vollständig dargestellt, ihre Beine fehlen bzw. sind angedeutet durch eine schwungvolle Linie, die den Körper von der Decke trennt. Ihre Augen sind halb geschlossen, was darauf schließen lässt, dass sie nachdenkt. Auch ist auf ihrer Stirn eine Falte, die den Eindruck des Nachdenkens unterstreicht. Dennoch wirkt sie aufgrund ihrer Haltung entspannt und hat durch die Nacktheit eine erotische Anziehung. Doch im Werk ist nicht einfach nur ein Frauenkörper zu sehen, sondern auch Buchstaben, die sich erst auf den zweiten Blick offenbaren. Die Brüste sind mit dem S verbunden, das Gesicht kann als W gelesen werden, die Beine sind durch das M von der Decke getrennt und mit der M-förmigen Stirnfalte verbunden. Damit ist der Körper zugleich Zeichenträger.

## Bedeutung
Bis in die 1970er Jahre wurde die Handlegung über den Kopf als Kriterium für Schulreife gewertet. Das sogenannte Philippinermaß bemaß die Schulfähigkeit eines Kindes anhand seiner körperlichen Proportionen. War ein Kind in der Lage, mit der linken Hand sein rechtes Ohr zu berühren, so galt es als schulreif und wurde eingeschult. Die Pose der liegenden Frau erinnert an das Werk Schlummernde Venus des italienischen Renaissance-Malers Giorgione aus dem frühen 16. Jahrhundert. Die Frau als Modell hat in der Malerei eine patriarchale Tradition als Objekt der Begierde. Auch bei Ernst Ludwig Kirchner kennt die Lust als Männerphantasie keine Grenzen. Die Lust steht im Vordergrund, sodass die Frauen als Geniesser ihrer Körper erscheinen. Bei Ernst Ludwig Kirchner ist der Frauenkörper zugleich ein Botschaftenkörper, da seine Darstellung Buchstaben enthält. Die Frau wird zum Buch, aus dem sich eine Geschichte ablesen lässt. Der Buchstabe W im Gesicht schließt auf W-Fragen (wer, wo, was). Die Frau als Gegenüber war für ihn ebenbürtig. Ernst Ludwig Kirchner strebte gleichberechtigte Beziehungen an und propagierte zugleich die freie Liebe.
Mit Frauen wollte er kameradschaftliche Beziehungen leben, wie er es selbst bezeichnete:
„Ich bekam den ersehnten Kameraden auch geistig“ (...)
Ernst Ludwig Kirchner war Gründungsmitglied der Brücke (Künstlergruppe), die auch die Lebensreform propagierte und einen hedonistischen Lebensstil pflegte.